# Eduardo Aggio
Eduardo Aggio de Sá (Brasília) é um policial rodoviário federal e gestor público brasileiro conhecido por exercer diversos cargos públicos de destaque, incluindo o de Secretário Especial de Análise Governamental da Casa Civil da Presidência da República (2021-2022), de Diretor-Geral da Polícia Rodoviária Federal (2020-2021) e de Diretor de Política de Segurança Pública da SENASP do Ministério da Segurança Pública (2017-2018).

## Formação
Formou-se em bacharel de direito pela  Universidade do Distrito Federal. É  pós-graduado em Educação Transformadora e mestre em Alta Direção de Segurança Internacional pelo Centro Universitário da Guarda Civil da Espanha e pela Universidade Carlos III de Madri. Também formou-se pela Escola Superior de Guerra (ESG) do Ministério da Defesa, diplomado no Curso Superior de Política e Estratégia (CSuPE) e no Curso de Direito Internacional de Conflitos Armados (CDICA).
Aggio é docente da disciplina de Estratégia Institucional e Governança Corporativa na Universidade Cooperativa da Polícia Rodoviária Federal (UniPRF) desde 2014.

## Carreira

### Polícia Rodoviária Federal
Entrou para a Polícia Rodoviária Federal (PRF) em 2005. Lá, exerceu as funções no Núcleo de Operações Especiais do Distrito Federal (NOE/DF), Chefe do Núcleo de Inteligência do Distrito Federal (NUINT/DF), de Coordenador do Escritório de Projetos Estratégicos (EPE), Coordenador de Gestão de Estratégia (CGE), Chefe de Gabinete, instrutor da disciplina de Gestão Estratégica Institucional e foi Diretor-Geral Substituto (2016 e 2017). Entre os projetos que gerenciou estão o de Identidade Institucional (i2), o de Uniformes Institucionais, o de Armamentos da PRFs e o desenvolvimento da WikiPRF.

### Secretaria Nacional de Segurança Pública
Entre 2017 e dezembro de 2018, trabalhou na Secretaria Nacional de Segurança Pública como Coordenador-Geral de Logística, Coordenador-Geral de Estratégia em Segurança Pública e Diretor de Políticas de Segurança Pública. Atuou na construção do Sistema Único de Segurança Pública (SUSP), na reestruturação do Fundo Nacional de Segurança Pública (FUNP), na instituição do Ministério da Segurança Pública (MSP) e na estruturação da Rede Integrada de Bancos de Perfis Genéticos do Brasil (RIBPG).

### Governo Bolsonaro
Em 2018, participou do Gabinete de Transição Governamental no Grupo de Trabalho de Assuntos Estratégicos. No ano seguinte, foi intitulado Subchefe Adjunto de Assuntos Federativos, e em 2020 foi Assessor Especial do Ministro Chefe da Secretaria de Governo e da Secretaria-Geral da Presidência da República, na gestão do então ministro Jorge Oliveira.

#### Diretor-Geral da PRF
Em 22 de maio de 2020, assumiu oficialmente como Diretor-Geral da PRF, substituindo Adriano Furtado. Aggio foi considerado um policial aliado de Bolsonaro durante seu governo. Foi sucedido por Silvinei Vasques em 6 abril de 2021.
Presidência da República
Saiu do cargo de Diretor-Geral da PRF para assumir a Secretaria Especial de Análise Governamental (SAG) da Casa Civil, na gestão do Ministro Chefe Luiz Eduardo Ramos e do Ministro Chefe Senador Ciro Nogueira. 

### Detran
Em 16 de janeiro de 2023, durante o governo Tarcísio de Freitas, foi nomeado como diretor-presidente do Departamento de Trânsito do Estado de São Paulo (Detran-SP), substituindo Ernesto Mascellani Neto. Eduardo anunciou que sua gestão seria focada na transformação digital, no combate a burocracia, em serviços de excelência e na promoção da segurança no trânsito, através das iniciativas do Programa Respeito à Vida, com caráter de prevenção de acidentes, educação para o trânsito e direção segura.

## Condecorações
- Diploma de Amigo do Comando Militar do Planalto[1]
- Medalha da Ordem do Mérito Alferes Joaquim José da Silva Xavier[1]
- Medalha da Ordem do Mérito da Advocacia-Geral da União, no Grau de Grande Oficial (2020)[1]
- Medalha Ordem do Mérito do Rio Branco, no Grau Grande Oficial (2021)[1]
- Medalha Mérito de Operações Especiais do Batalhão de Operações Policiais Especiais da Polícia Militar do Estado do Rio de Janeiro - BOPE/PMERJ (2021)[1]